# 喬治·貝扎尼什維利
喬治·貝扎尼什維利（羅馬化：Giorgi Bezhanishvili，1998年11月16日—）為喬治亞男子籃球運動員，現效力於法國籃球甲級聯賽BCM格拉沃利訥。

## 早年
貝扎尼什維利出生於喬治亞魯斯塔維，2002年母親獨自搬到奧地利維也納，2012年（貝扎尼什維利14歲時）再把貝扎尼什維利與他的弟弟接過去，貝扎尼什維利2016年以前效力火焰，之後效力了克洛斯特新堡公爵一年，2017年到美國就讀派翠克高中，大學就讀伊利诺伊大学厄巴纳-香槟分校。

## 職業生涯
2023年8月30日，P. LEAGUE+福爾摩沙夢想家宣布簽下貝扎尼什維利。2024年1月2日，夢想家宣布與貝扎尼什維利解除合約，貝扎尼什維利出賽5場，場均上場31分鐘，攻下15.8分、11籃板。1月11日，NBA G聯盟愛荷華灰狼從奧斯汀馬刺取得貝扎尼什維利。9月5日，法國籃球甲級聯賽BCM格拉沃利訥宣布貝扎尼什維利加盟球隊。

## 外部連結
- 喬治·貝扎尼什維利在fiba.basketball（英语）
- 喬治·貝扎尼什維利在NBA官網（英语）
- 喬治·貝扎尼什維利在NBA G聯盟官網（英语）
- 喬治·貝扎尼什維利在西班牙篮球甲级联赛官網（球員）（西班牙语）
- 喬治·貝扎尼什維利在法國籃球甲級聯賽官網（法语）
- 喬治·貝扎尼什維利在P. LEAGUE+官網
- 喬治·貝扎尼什維利在Basketball-Reference.com（NBA）（英语）
- 喬治·貝扎尼什維利在Basketball-Reference.com（NBA G聯盟）（英语）
- 喬治·貝扎尼什維利在Basketball-Reference.com（國際）（英语）
- 喬治·貝扎尼什維利在Sports-Reference.com（NCAA）（英语）
- 喬治·貝扎尼什維利在ESPN（NBA）（英语）
- 喬治·貝扎尼什維利在Eurobasket.com（球員）（英语）
- 喬治·貝扎尼什維利在Proballers（英语）
- 喬治·貝扎尼什維利在RealGM（英语）
- 喬治·貝扎尼什維利在Flashscore（英语）